# Список поясних регіонів США
Поясні регіони Сполучених Штатів — це частини країни, які мають певні характеристики. Термінологія «поясу» вперше була застосована до регіонів вирощування різних культур, які часто слідують за лініями широти, оскільки вони, швидше за все, мають подібний клімат. Була алюзія на довгий пояс одягу, як видно на карті.
Використання поширилося на інші кліматичні, економічні та культурні концентрації. Ці регіони формально не визначені; вони часто перекриваються і мають нечіткі межі. Термінологія також використовується за межами США (наприклад, Борщовий пояс).

## Список регіонів
- Банановий пояс, термін, який застосовується до кількох територій США з м’якшим кліматом, ніж навколишні регіони
- Біблійний пояс, будь-яка сукупність штатів, зокрема, на півдні Америки, де поширені євангельський і фундаменталістичний протестантизм
- Чорний пояс на півдні Америки, соціальна історія та політика, особливо щодо рабства та чорношкірих робітників, геологічного регіону, відомого як Чорний пояс
- Чорний пояс (регіон Алабами), частина штату Алабама (і тягнеться до Міссісіпі ), де є особлива концентрація афроамериканців
- Борщовий пояс, регіон єврейських курортів у горах Катскілл
- Кукурудзяний пояс, штати середнього заходу та півдня, де кукурудза є основною культурою
- Бавовняний пояс, південні штати, де бавовна є або була основною культурою
- Фруктовий пояс, область, де вирощують фрукти, особливо апельсини у штаті Флорида та виноград у Каліфорнії
- Індіанський газовий пояс, регіон Індіани, який був місцем буму природного газу наприкінці 19 - на початку 20 століття
- Пояс Jell-O, також відомий як мормонський коридор або мормонський пояс, західні штати з великим населенням мормонів
- Свинцевий пояс, район на південному сході Міссурі, який має давню історію видобутку свинцю
- Сосновий пояс, регіон на півдні Міссісіпі, де багато довголистих соснових дерев
- Брецельний пояс, район Пенсільванії, пов'язаний з численними регіональними та національними виробниками брецелів (кренделів) і закусок
- Рисовий пояс, південні штати, де рис є основною культурою
- Іржавий пояс (у минулому, широко відомий як Індстріальний пояс, Фабриковий пояс або Залізний пояс), північно-східні та центральні північні штати, де важка індустріалізація — і деяка економічна стагнація — є звичайним явищем
- Соляний пояс, регіон на північному сході та середньому заході штатів, де взимку застосовують велику кількість солі для боротьби зі снігом і льодом на дорогах.
- Сніговий пояс, райони навколо Великих озер, схильні до снігу та холодної погоди
- Пояс інсульту, регіон на південному сході, де спостерігається надзвичайно висока частота інсульту та інших форм серцево-судинних захворювань
- Сонячний пояс, південні штати зі спекотною погодою, що простягаються від узбережжя до узбережжя
- Нецерковний пояс, регіон на крайньому північному заході Сполучених Штатів, який має низьку кількість релігійних відвідувачів
- Пшеничний пояс, північні штати середнього заходу, де вирощується більшість зерна та сої в Північній Америці (Житниця) [1]

## Регіон пояса за штатом
| Ім'я                   | Опис | Штат    | Штат   | Штат    | Штат     | Штат       | Штат     | Штат        | Штат    | Штат    | Штат     | Штат  | Штат   | Штат     | Штат    | Штат  | Штат   | Штат     | Штат     | Штат | Штат     | Штат        | Штат    | Штат      | Штат     | Штат    | Штат    | Штат     | Штат   | Штат        | Штат       | Штат        | Штат     | Штат              | Штат            | Штат  | Штат     | Штат   | Штат         | Штат       | Штат              | Штат            | Штат     | Штат  | Штат | Штат    | Штат      | Штат      | Штат              | Штат      | Штат     |
| Ім'я                   | Опис | Алабама | Аляска | Аризона | Арканзас | Каліфорнія | Колорадо | Коннектикут | Делавер | Флорида | Джорджія | Гаваї | Айдахо | Іллінойс | Індіана | Айова | Канзас | Кентуккі | Луїзіана | Мен  | Меріленд | Массачусетс | Мічиган | Міннесота | Місісіпі | Міссурі | Монтана | Небраска | Невада | Нью-Гемпшир | Нью-Джерсі | Нью-Мексико | Нью-Йорк | Північна Кароліна | Північна Дакота | Огайо | Оклахома | Орегон | Пенсільванія | Род-Айленд | Південна Кароліна | Південна Дакота | Теннессі | Техас | Юта  | Вермонт | Вірджинія | Вашингтон | Західна Вірджинія | Вісконсин | Вайомінг |
| ---------------------- | --- | ------- | ------ | ------- | -------- | ---------- | -------- | ----------- | ------- | ------- | -------- | ----- | ------ | -------- | ------- | ----- | ------ | -------- | -------- | ---- | -------- | ----------- | ------- | --------- | -------- | ------- | ------- | -------- | ------ | ----------- | ---------- | ----------- | -------- | ----------------- | --------------- | ----- | -------- | ------ | ------------ | ---------- | ----------------- | --------------- | -------- | ----- | ---- | ------- | --------- | --------- | ----------------- | --------- | -------- |
| Кукурудзяний пояс      | Середньозахідні та південні штаті, де кукурудза є основою культурою                                                |         |        |         |          |            |          |             |         |         |          |       |        | X        | X       | X     | X      | X        |          |      |          |             |         | X         | X        | X       |         | X        |        |             |            |             |          |                   | X               | X     |          |        |              |            |                   | X               |          |       |      |         |           |           |                   | X         |          |
| Бавовняний пояс        | Південні штати, де є або була бавовна основною культурою                                                           | X       |        |         | X        |            |          |             |         |         | X        |       |        |          |         |       |        |          | X        |      |          |             |         |           | X        |         |         |          |        |             |            |             |          | X                 |                 |       | X        |        |              |            | X                 |                 | X        | X     |      |         |           |           |                   |           |          |
| Морозний/Сніговий пояс | Регіон з холодною погодою на північному центрі США                                                                 |         |        |         |          |            |          |             |         |         |          |       |        |          | X       |       |        |          |          |      |          |             | X       |           |          |         |         |          |        |             |            |             | X        |                   |                 | X     |          |        | X            |            |                   |                 |          |       |      |         |           |           |                   | X         |          |
| Рисовий пояс           | Південні штати, де основною культурою є рис                                                                        |         |        |         | X        |            |          |             |         |         |          |       |        |          |         |       |        |          | X        |      |          |             |         |           | X        |         |         |          |        |             |            |             |          |                   |                 |       |          |        |              |            |                   |                 |          | X     |      |         |           |           |                   |           |          |
| Іржавий пояс           | Північньосхідні та центральні південі штати, Які були індустріально розвинуті. Нині зазнають економічної стагнації |         |        |         |          |            |          |             |         |         |          |       |        | X        | X       |       |        |          |          |      | X        |             | X       |           |          |         |         |          |        |             | X          |             | X        |                   |                 | X     |          |        | X            |            |                   |                 |          |       |      |         |           |           |                   | X         |          |

## Дивіться також
- Список штатів США